# 八戸都市圏
八戸都市圏（はちのへとしけん）とは、青森県八戸市を中心とする都市圏のこと。

## 定義
一般的な都市圏の定義については都市圏を参照のこと。

### 都市雇用圏（10% 通勤圏）
八戸市を中心市とする都市雇用圏（10%通勤圏）の人口は約32万人（2015年国勢調査基準）。
都市雇用圏（10 % 通勤圏）の変遷
- 八戸都市圏の 10 % 通勤圏に入っていない自治体は、各統計年の欄で灰色かつ「-」で示す。

| 県     | 自治体 ('80 - '00) | 1980年                 | 1990年                 | 1995年                 | 2000年                 | 2005年                 | 2010年                 | 2015年                 | 自治体 （現在） |
| ------ | ------------------ | ---------------------- | ---------------------- | ---------------------- | ---------------------- | ---------------------- | ---------------------- | ---------------------- | --------------- |
| 青森県 | 新郷村             | -                      | -                      | -                      | -                      | -                      | 八戸 都市圏 33万5854人 | 八戸 都市圏 32万4451人 | 新郷村          |
| 青森県 | 南部町             | -                      | -                      | -                      | -                      | 八戸 都市圏            | 八戸 都市圏 33万5854人 | 八戸 都市圏 32万4451人 | 南部町          |
| 青森県 | 名川町             | 八戸 都市圏 33万1608人 | 八戸 都市圏            | 八戸 都市圏            | 八戸 都市圏            | 八戸 都市圏            | 八戸 都市圏 33万5854人 | 八戸 都市圏 32万4451人 | 南部町          |
| 青森県 | 福地村             | 八戸 都市圏 33万1608人 | 八戸 都市圏            | 八戸 都市圏            | 八戸 都市圏            | 八戸 都市圏            | 八戸 都市圏 33万5854人 | 八戸 都市圏 32万4451人 | 南部町          |
| 青森県 | 百石町             | 八戸 都市圏 33万1608人 | 八戸 都市圏            | 八戸 都市圏            | 八戸 都市圏            | 八戸 都市圏            | 八戸 都市圏 33万5854人 | 八戸 都市圏 32万4451人 | おいらせ町      |
| 青森県 | 下田町             | 八戸 都市圏 33万1608人 | 三沢 都市圏            | 三沢 都市圏            | 三沢 都市圏            | 三沢 都市圏            | 八戸 都市圏 33万5854人 | 八戸 都市圏 32万4451人 | おいらせ町      |
| 青森県 | 五戸町             | 八戸 都市圏 33万1608人 | 八戸 都市圏 33万2275人 | 八戸 都市圏 33万3129人 | 八戸 都市圏 33万2242人 | 八戸 都市圏 32万5235人 | 八戸 都市圏 33万5854人 | 八戸 都市圏 32万4451人 | 五戸町          |
| 青森県 | 倉石村             | 八戸 都市圏 33万1608人 | 八戸 都市圏 33万2275人 | 八戸 都市圏 33万3129人 | 八戸 都市圏 33万2242人 | 八戸 都市圏 32万5235人 | 八戸 都市圏 33万5854人 | 八戸 都市圏 32万4451人 | 五戸町          |
| 青森県 | 八戸市             | 八戸 都市圏 33万1608人 | 八戸 都市圏 33万2275人 | 八戸 都市圏 33万3129人 | 八戸 都市圏 33万2242人 | 八戸 都市圏 32万5235人 | 八戸 都市圏 33万5854人 | 八戸 都市圏 32万4451人 | 八戸市          |
| 青森県 | 南郷村             | 八戸 都市圏 33万1608人 | 八戸 都市圏 33万2275人 | 八戸 都市圏 33万3129人 | 八戸 都市圏 33万2242人 | 八戸 都市圏 32万5235人 | 八戸 都市圏 33万5854人 | 八戸 都市圏 32万4451人 | 八戸市          |
| 青森県 | 階上町             | 八戸 都市圏 33万1608人 | 八戸 都市圏 33万2275人 | 八戸 都市圏 33万3129人 | 八戸 都市圏 33万2242人 | 八戸 都市圏 32万5235人 | 八戸 都市圏 33万5854人 | 八戸 都市圏 32万4451人 | 階上町          |
| 岩手県 | 種市町             | 八戸 都市圏 33万1608人 | 八戸 都市圏 33万2275人 | 八戸 都市圏 33万3129人 | 八戸 都市圏 33万2242人 | 八戸 都市圏 32万5235人 | 八戸 都市圏 33万5854人 | 八戸 都市圏 32万4451人 | 洋野町          |
| 岩手県 | 大野村             | -                      | -                      | -                      | -                      | -                      | 八戸 都市圏 33万5854人 | 八戸 都市圏 32万4451人 | 洋野町          |

### 連携中枢都市圏
八戸市と三戸町、五戸町、田子町、南部町、階上町、新郷村、おいらせ町は連携協約を結び、八戸圏域連携中枢都市圏を形成している。

## 地域メディア
八戸都市圏、および、その周辺地域も含めて情報発信しているもの
- デーリー東北新聞社（TV面のFNN系列局部分は岩手めんこいテレビを在青局と同様フルサイズで掲載）
- 月刊はちのへ情報 Amuse（タウン情報誌）
- 八戸テレビ放送（ケーブルテレビ放送事業者）
- Be FM（コミュニティ放送事業者、76.5MHz）

八戸都市圏に取材拠点を設けている放送局
- 本店が青森市または東京都に所在するもの
  - NHK八戸支局（総合テレビ：3ch、教育テレビ：2ch、第1放送：999kHz、第2放送：1377kHz、FM放送：81.8MHz）
    - 1991年までは第1放送、第2放送に青森本局とは別のコールサインが付与されていた。

  - 青森放送八戸支社（テレビ：1ch、ラジオ：1485kHz・92.7MHz）
    - 青森県を放送対象地域とするラジオ、テレビ放送事業者である。八戸都市圏の内容をメインとした番組を制作しているほか、ラジオ(中波放送)については青森本局とは別のコールサインを持っている。かつては土曜夕方に青森本局とは別の番組「ふれあい八戸土曜スタジオ」を八戸都市圏向けに放送していた(2017年4月からは全県での放送に変更)。また、上記のBe FMと同時放送を行っているコーナー（らじすく!エア内『FMすく!エア』）がある。

  - 青森テレビ八戸支社（6ch）
  - 青森朝日放送八戸支社（5ch）
    - 開局当時は本社として機能していたが、番組制作機能については当初から青森市の放送センターが主に担っていた。2006年に本社機能が放送センターに移転し、八戸支社に再編された。2022年8月に上記のBe FMが入居するビルに移転。

  - エフエム青森八戸支局（78.4MHz）
    - 八戸支局制作の番組が全県に向けて放送されている。なお、上記のBe FMと同時放送を行っているコーナー（ヒルモット！Friday内『モット!びびっと!八戸タイム』）がある。
- 本店が盛岡市に所在するもの
  - IBC岩手放送八戸支社
  - テレビ岩手八戸支社
  - 岩手めんこいテレビ八戸支社

岩手県を放送対象とする民間のテレビジョン放送事業者の内、岩手朝日テレビ以外の3社が八戸市に出先を設置している。八戸市における拠点は各放送事業者の報道の拠点であり、岩手県北部にある沿岸地方（久慈地方）や内陸地方（二戸地方）の取材拠点である。両地方は岩手県内で近接しながらも、相互には山越えをしなくてはならず、交通事情が悪い。そのため、どちらかに報道の拠点を置くともう一方の取材能力が下がるため、両方の地方に交通の便が良い八戸市に取材拠点が置かれている（ただし、JR東日本東北新幹線の二戸駅が開業したため、八戸市の拠点の地位は以前とは変化した）。また、岩手県の民間のテレビジョン放送事業者4社ともケーブルテレビの八戸テレビ放送で視聴出来る他、二戸市折爪岳にある民放テレビ局の二戸中継局の電波が八戸都市圏に及ぶため、岩手県の放送局であっても一部にCM需要があり、実際に八戸都市圏の企業が岩手県の民間のテレビジョン放送事業者にCMを出稿することが比較的多くある（特にFNN=フジテレビ系列局の無い青森県では岩手めんこいテレビが八戸地区の企業・商店CMを在盛他局より多く流している）。
なお、八戸都市圏は、岩手県とは江戸時代から同じ南部家領であり、文化的にも地縁的にも近い間柄であり、また、八戸港が盛岡都市圏の外港の役割を一部担っているため、岩手県民も本都市圏の情報に親近感を持っており、八戸市の拠点が取材する八戸都市圏の一部の情報は岩手県内にも放送される。